# Ella Mae Morse
Ella Mae Morse (12 de septiembre de 1924 - 16 de octubre de 1999) fue una cantante estadounidense de música popular, con un estilo en el que armonizaba el jazz, el country, el pop, y el rhythm and blues.

## Biografía
Nacida en Mansfield, Texas, fue contratada por Jimmy Dorsey cuando tenía 14 años de edad. Dorsey creía que tenía 19 años por lo que, cuando la dirección de la escuela de Morse le notificó que él era el responsable de su cuidado, la despidió. En 1942, con 17 años de edad, entró en la banda de Freddie Slack, con la cual ese mismo año grabó "Cow-Cow Boogie (Cuma-Ti-Yi-Yi-Ay)", el primer single de Capitol Records convertido en disco de oro. "Mr. Five by Five" también fue grabado por Morse con Snack, consiguiendo ambos un éxito con el tema en 1942. Morse también interpretó el éxito "Milkman, Keep Those Bottles Quiet," popular en los años bélicos, y que posteriormente llevó a la fama Nancy Walker en el film Broadway Rhythm.
En 1943 Morse empezó a grabar en solitario. En diciembre, y durante dos semanas, alcanzó el número 1 de la lista de R&B con la canción "Shoo Shoo Baby". Ese mismo año cantó "Cow Cow Boogie" en la película Reveille with Beverly y actuó en los filmes de Universal Pictures "South of Dixie" y "The Ghost Catchers" (en este último con los comediantes Ole Olsen y Chic Johnson). Además, cantó la canción "How Do You Dooo?" con el personaje radiofónico Mad Russian, interpretado por el actor Bert Gordon. 
Morse cantó en una amplia variedad de géneros musicales, y alcanzó los primeros puestos de las listas estadounidenses Billboard Hot 100 y Hot R&B/Hip-Hop Songs. Sin embargo, nunca alcanzó el estatus de una gran celebridad, dado que su versatilidad impedía encasillarla en una categoría musical determinada.
La canción "Love Me or Leave Me" fue editada por Capitol Records con el número de catálogo 1922 y con el tema "Blacksmith Blues" en su cara B, convirtiéndose en el mayor éxito de la cantante.
En 1946 "The House of Blue Lights", de Freddie Slack y Morse, (escrita por Slack y Don Raye) interpretaba una de las muchas canciones escritas por Raye y cantadas por artistas de R&B. Su mayor éxito en solitario fue "Blacksmith Blues" en 1952, que vendió más de un millón de copias, y que recibió un disco de oro. El mismo año su versión de "Down the Road a Piece" fue editada por Capitol, siendo acompañada de nuevo por Slack al piano. Morse también grabó una versión de "Oakie Boogie" para Capitol que alcanzó el número 23 en 1952. Su interpretación fue una de las primeras canciones arregladas por Nelson Riddle. Morse dejó de grabar en 1957, aunque continuó actuando hasta iniciada la década de 1990 en locales como el Michael's Pub de Nueva York, el Ye Little Club de Beverly Hills, el Hollywood Roosevelt Cinegrill y el Vine St. Bar and Grill. También actuó de manera regular para Disneyland con la Orquesta de Ray McKinley, e hizo una exitosa gira por Australia poco antes de su última enfermedad.
Ella Mae Morse se casó en dos ocasiones, y tuvo seis hijos. Falleció en 1999 en Bullhead City, Arizona, a causa de una insuficiencia respiratoria. Tenía 75 años de edad.
A Morse se le concedió una estrella en el Paseo de la Fama de Hollywood, en el 1724 de Vine Street, por su trabajo discográfico.